# Abdool Razack Mohamed
Abdool Razack Mohamed, en ourdou : عبدل رزاق محمد, né le 1er août 1906 à Calcutta et mort le 8 mai 1978 à Port-Louis, est une personnalité politique de Maurice. Il a été ministre juste après l'indépendance.
Il est le premier Mauricien de foi islamique à être élu parlementaire. il a été maire de Port-Louis et deux fois ministre du logement et des terres.
Il est considéré comme l'un des artisans de l'indépendance. Il a fondé et dirigé le parti CAM (comité d'action musulman).

## Famille
Il est le grand-père de la personnalité politique Shakel Mohamed.

## Hommages
Il existe un billet de 200 roupies à son effigie.